# Tunturilampi
Tunturilampi är en sjö i Finland. Den ligger i kommunen Perho i landskapet Mellersta Österbotten, i den centrala delen av landet, 300 km norr om huvudstaden Helsingfors. Tunturilampi ligger 210 meter över havet. I omgivningarna runt Tunturilampi växer i huvudsak blandskog. Arean är 17,6 hektar och strandlinjen är 2,05 kilometer lång. Sjön  ingår i Kymmene älvs huvudavrinningsområde. 